# Municipio de Clinton (Kansas)
El municipio de Clinton (en inglés: Clinton Township) es un municipio ubicado en el condado de Douglas en el estado estadounidense de Kansas. En el año 2010 tenía una población de 586 habitantes y una densidad poblacional de 5,57 personas por km².

## Geografía
El municipio de Clinton se encuentra ubicado en las coordenadas 38°53′51″N 95°24′22″O / 38.89750, -95.40611. Según la Oficina del Censo de los Estados Unidos, el municipio tiene una superficie total de 105.14 km², de la cual 81,15 km² corresponden a tierra firme y (22,81 %) 23,99 km² es agua.

## Demografía
Según el censo de 2010, había 586 personas residiendo en el municipio de Clinton. La densidad de población era de 5,57 hab./km². De los 586 habitantes, el municipio de Clinton estaba compuesto por el 96,25 % blancos, el 0,51 % eran afroamericanos, el 0,34 % eran amerindios, el 0,51 % eran asiáticos, el 0,34 % eran de otras razas y el 2,05 % eran de una mezcla de razas. Del total de la población el 1,71 % eran hispanos o latinos de cualquier raza.